# Carol-I.-Moschee

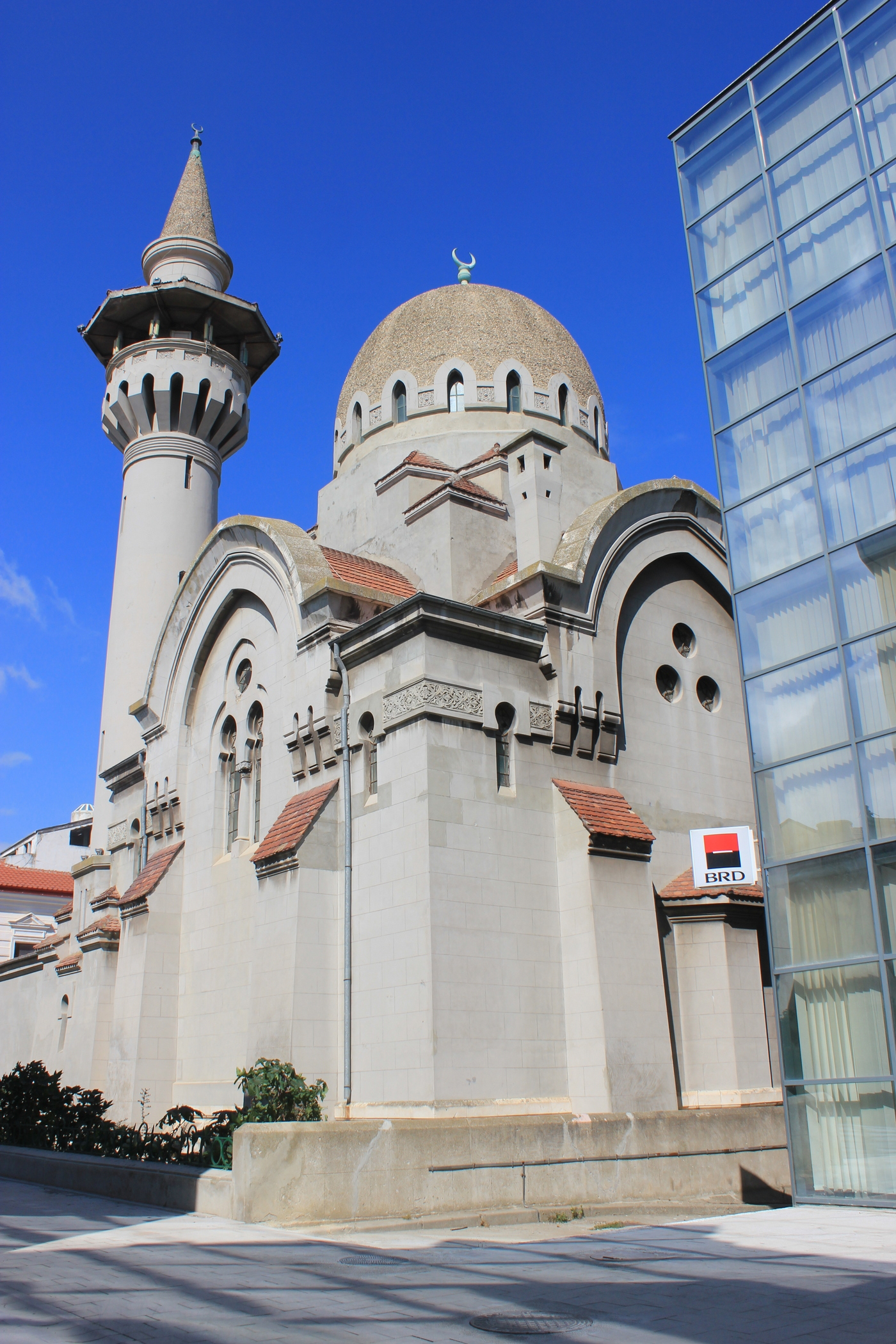
Carol-I.-Moschee

Die Carol-I.-Moschee (auch Marea-Moschee von Constanța und Mahmud-II.-Moschee; rumänisch Moscheea Carol) wurde von 1910 bis 1912 erbaut; in Auftrag gegeben wurde sie von dem damaligen rumänischen König Karl I., nach dem sie schließlich auch benannt wurde. Sie befindet sich in der Stradă Arhiepiscopiei nr. 5 in der ostrumänischen Stadt Constanța.
An der Planung für den Bau waren der Ingenieur George (Gogu) Constantinescu und der Architekt Victor Stefanescu beteiligt, die Moschee von Konya in der Türkei diente als Vorbild. Das Gebäude besteht aus Stahlbeton, das im maurischen Stil erbaute Minarett hat eine Höhe von 47 Metern. Auf dem Gelände stand bereits 1822 eine Moschee.

## Fotos

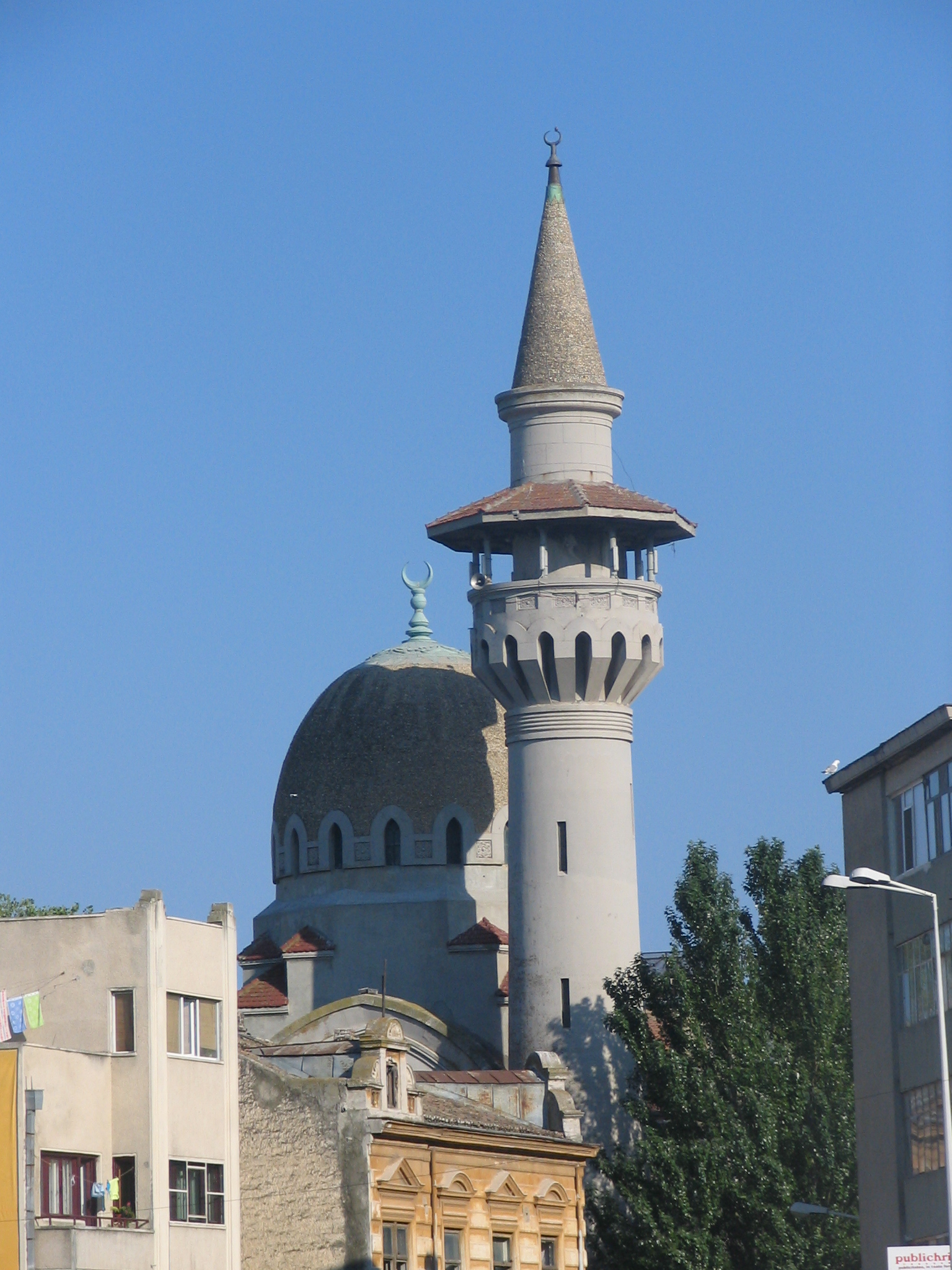
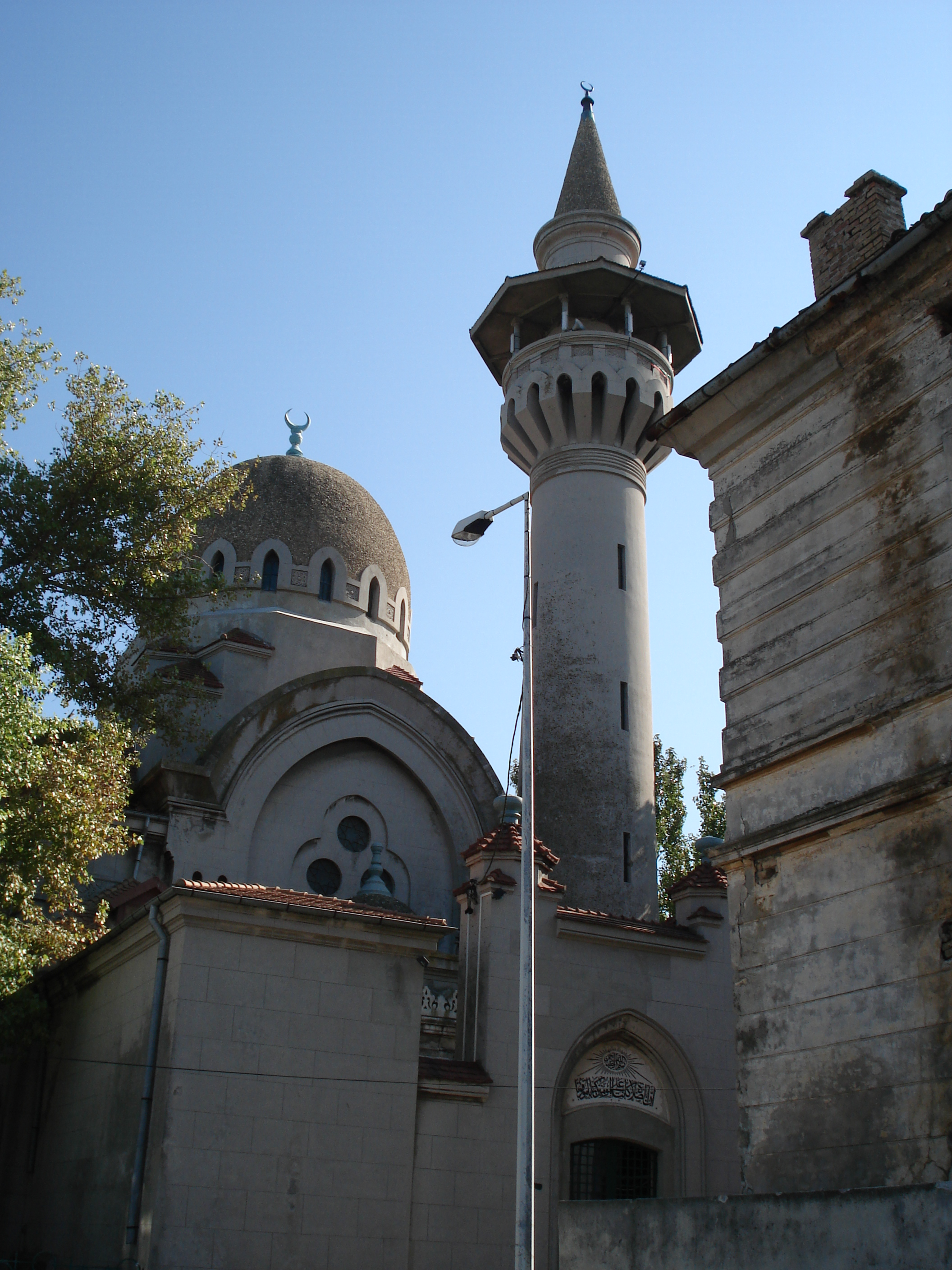
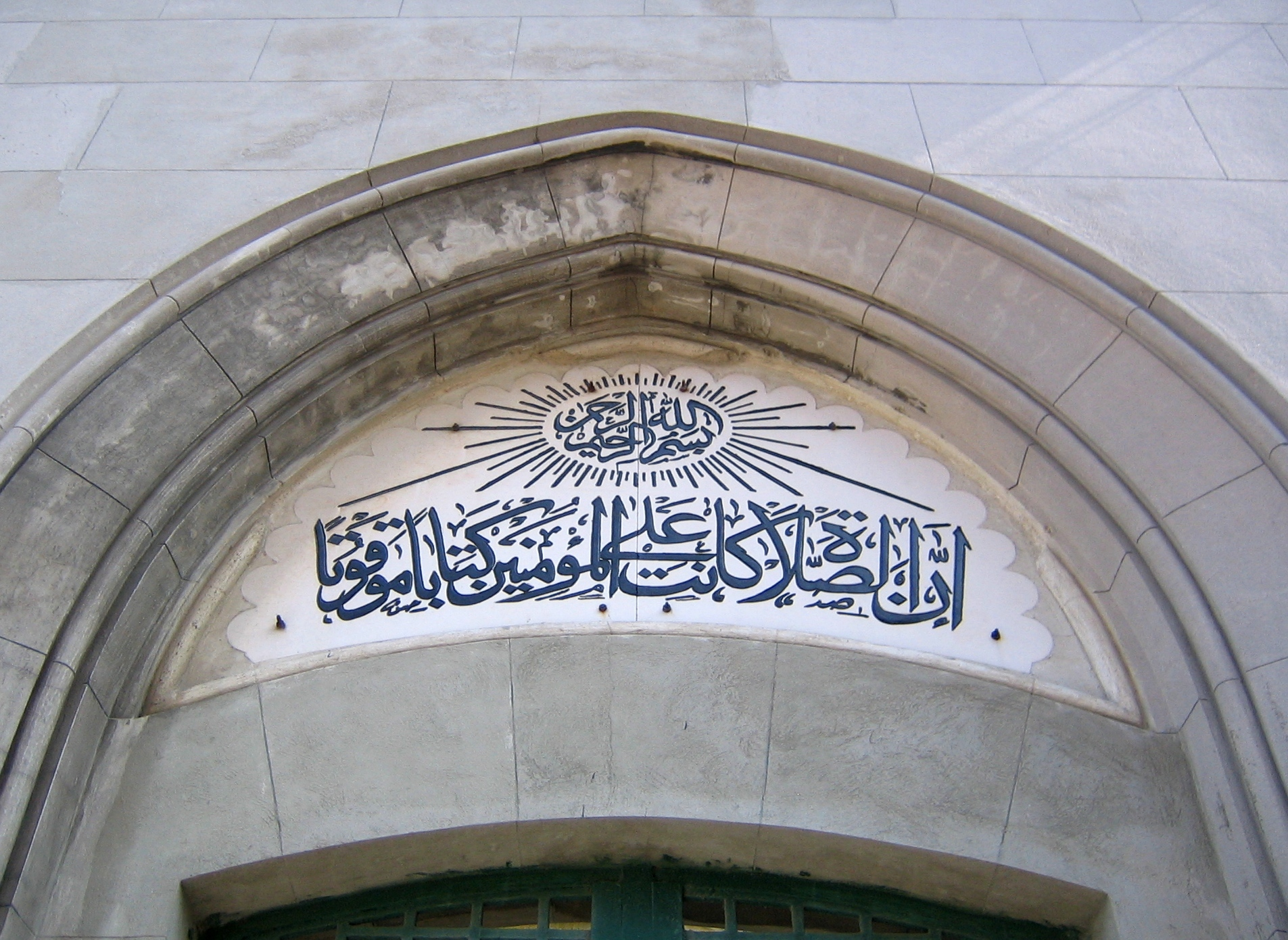